# Ukrainischer Fußballpokal 1992/93
Der Ukrainische Fußballpokal 1992/93 war die zweite Austragung des ukrainischen Pokalwettbewerbs der Männer nach dem Ende der Sowjetunion. Pokalsieger wurde Dynamo Kiew. Das Team setzte sich im Finale am 30. Mai 1993 im Nationalstadion von Kiew gegen Karpaty Lwiw durch. Titelverteidiger Tschornomorez Odessa war in der 1. Hauptrunde gegen den SK Odessa ausgeschieden.

## Modus
Die Begegnungen der beiden Qualifikationsrunden und des Finales wurden in einem Spiel ausgetragen. Bei unentschiedenem Ausgang wurde zur Ermittlung des Siegers eine Verlängerung gespielt. Stand danach kein Sieger fest, folgte ein Elfmeterschießen. Die 16 Teams der Premjer-Liha stiegen erst in der 1. Hauptrunde ein. Von dieser Runde bis zum Halbfinale wurden die Sieger in Hin- und Rückspiel ermittelt. Bei Torgleichstand in beiden Spielen zählte zunächst die größere Zahl der auswärts erzielten Tore; gab es auch hierbei einen Gleichstand, wurde das Rückspiel verlängert und ggf. ein Elfmeterschießen zur Entscheidung ausgetragen. Da Dynamo Kiew auch die Meisterschaft gewann, qualifizierte sich der unterlegene Finalist für den Europapokal der Pokalsieger.

## Teilnehmende Teams
| Wyschtscha Liha (16) | Perscha Liha (22) | Druha Liha (18) | Tretja Liha (2)                                                                                      |
| --- | --- | --- | --- |
| - FSK Bukowina Czernowitz - Dnipro Dnipropetrowsk - Dynamo Kiew - Karpaty Lwiw - Kremin Krementschuk - Krywbas Krywyj Rih - Metalist Charkiw - Metalurh Saporischschja - Nywa Ternopil - Schachtar Donezk - Sorja-MALS Luhansk - Tawrija Simferopol - Torpedo Saporischschja - Tschornomorez Odessa - FK Weres Riwne - Wolyn Luzk | - Artanija Otschakiw - Awtomobilist Sumy - Chimik Sjewjerodonezk - Desna Tschernihiw - Dynamo-2 Kiew - Ewis Mykolajiw - Krystal Tschortkiw - Metalurh Nikopol - Naftowyk Ochtyrka - Nord-AM-Ltd. Podillja Chmelnyzkyj - Nywa Winnyzja - SK Odessa - Polihraftechnika Oleksandrija - Ros Bila Zerkwa - Prikarpattja Iwano-Frankiwsk - Pryladyst Mukatschewo - Sakarpattja Uschhorod - Schachtar Pawlohrad - Skala Stryj - Stal Altschewsk - Temp Schepetiwka - Worskla Poltawa | - Asowez Mariupol - Baschanowez Makijiwka - Chimik Schytomyr - Dnipro Tscherkassy - Dnister Salischtschyky - Druschba Ossypenko - Meliorator Kachowka - Halytschyna Drohobytsch - Hasowyk Komarno - Jawir Krasnopillja - FK WS Orijana Kiew - Schachtar-2 Donezk - FK Sirka Kirowohrad - Tawrija Cherson - Tytan Armjansk - Tschajka Sewastopol - Tschornomorez-2 Odessa - Wahonobudiwnyk Stachonow | - Dynamo Luhansk - Naftochimik Krementschuk                                                          |
| Amateure (22) | | | |
| - Awanhard Losowa - FK Blaho Blahojewe - Chutrowyk Tysmenyzja - Dynamo-3 Kiew - Hart Borodjanka - Hirnyk Pawlohrad | - Inturyst Jalta - Keramik Baraniwka - Lada Czernowitz - Lokomotive Riwne - Metalist Irschawa - Olimpija Juschnoukrajinsk | - Orbita Saporischschja - Papirnyk Poninka - Podilla Kyrnassiwka - Polihraftechnika-2 Oleksandrija - Ptachiwnik Welyki Haji | - Rotor Tscherkassy - Sokil-LORTA Lwiw - Spartak Ochtyrka - Tawrija Nowotrojizke - Wuhlyk Biloserske |

## 1. Qualifikationsrunde
Teilnehmer: Die 22 Zweitligisten, 18 Drittligisten und 24 Vereine, die sich über den regionalen Pokal qualifizierten. Unterklassige Teams hatten Heimrecht.
| Datum      |                                      | Ergebnis              |                                        |
| ---------- | ------------------------------------ | --------------------- | -------------------------------------- |
| 26.07.1992 | Podilla Kyrnassiwka (Am)             | 1:3                   | Nywa Winnyzja (II)                     |
| 01.08.1992 | Hart Borodjanka (Am)                 | 3:1                   | FK WS Orijana Kiew (III)               |
| 01.08.1992 | Jawir Krasnopillja (III)             | 2:0                   | Awtomobilist Sumy (II)                 |
| 01.08.1992 | Wuhlyk Biloserske (Am)               | 2:3                   | Schachtar Pawlohrad (II)               |
| 01.08.1992 | Tytan Armjansk (III)                 | 1:2 n. V.             | Tschajka Sewastopol (III)              |
| 01.08.1992 | Tawrija Nowotrojizke (Am)            | 0:1 n. V.             | Metalurh Nikopol (II)                  |
| 01.08.1992 | Spartak Ochtyrka (Am)                | 0:1                   | Worskla Poltawa (II)                   |
| 01.08.1992 | Sokil-LORTA Lwiw (Am)                | 2:0                   | Sakarpattja Uschhorod (II)             |
| 01.08.1992 | Ptachiwnik Welyki Haji (Am)          | 1:0                   | Halytschyna Drohobytsch (III)          |
| 01.08.1992 | Polihraftechnika-2 Oleksandrija (Am) | 1:0                   | Dnipro Tscherkassy (III)               |
| 01.08.1992 | Papirnyk Poninka (Am)                | 0:4                   | Chimik Schytomyr (III)                 |
| 01.08.1992 | Orbita Saporischschja (Am)           | 1:2                   | Ros Bila Zerkwa (II)                   |
| 01.08.1992 | Olimpija Juschnoukrajinsk (Am)       | 3:4 n. V.             | SK Odessa (III)                        |
| 01.08.1992 | Naftochimik Krementschuk (IV)        | 1:1 n. V. (2:4 i. E.) | Dynamo-2 Kiew (II)                     |
| 01.08.1992 | Metalist Irschawa (Am)               | 3:0                   | Pryladyst Mukatschewo (II)             |
| 01.08.1992 | Meliorator Kachowka (III)            | 2:0                   | Tawrija Cherson (III)                  |
| 01.08.1992 | Lokomotive Riwne (Am)                | 1:0 n. V.             | Nord-AM-Ltd. Podillja Chmelnyzkyj (II) |
| 01.08.1992 | Lada Czernowitz (Am)                 | 1:0                   | Dnister Salischtschyky (III)           |
| 01.08.1992 | Chutrowyk Tysmenyzja (Am)            | 1:1 n. V. (1:3 i. E.) | Prikarpattja Iwano-Frankiwsk (II)      |
| 01.08.1992 | Chimik Sjewjerodonezk (II)           | 1:0                   | Stal Altschewsk (II)                   |
| 01.08.1992 | Keramik Baraniwka (Am)               | 2:1                   | Krystal Tschortkiw (II)                |
| 01.08.1992 | Inturyst Jalta (Am)                  | 0:1                   | Temp Schepetiwka (II)                  |
| 01.08.1992 | Hirnyk Pawlohrad (Am)                | 0:3                   | FK Sirka Kirowohrad (III)              |
| 01.08.1992 | Hasowyk Komarno (III)                | 0:0 n. V. (4:2 i. E.) | Skala Stryj (II)                       |
| 01.08.1992 | Dynamo-3 Kiew (Am)                   | 2:0                   | Desna Tschernihiw (II)                 |
| 01.08.1992 | Dynamo Luhansk (IV)                  | 4:2 n. V.             | Wahonobudiwnyk Stachonow (III)         |
| 01.08.1992 | Druschba Ossypenko (III)             | 2:0                   | Asowez Mariupol (III)                  |
| 01.08.1992 | FK Blaho Blahojewe (Am)              | 1:2 n. V.             | Ewis Mykolajiw (II)                    |
| 01.08.1992 | Baschanowez Makijiwka (III)          | 2:3                   | Schachtar-2 Donezk (III)               |
| 01.08.1992 | Awanhard Losowa (Am)                 | 0:1                   | Naftowyk Ochtyrka (II)                 |
| 01.08.1992 | Tschornomorez-2 Odessa (III)         | 1:4                   | Artanija Otschakiw (II)                |
| 04.08.1992 | Rotor Tscherkassy (Am)               | 2:3                   | Polihraftechnika Oleksandrija (II)     |

## 2. Qualifikationsrunde
| Datum      |                                    | Ergebnis                |                                      |
| ---------- | ---------------------------------- | ----------------------- | ------------------------------------ |
| 07.08.1992 | FK Sirka Kirowohrad (III)          | 0:0 n. V. (10:11 i. E.) | Jawir Krasnopillja (III)             |
| 07.08.1992 | Sokil-LORTA Lwiw (Am)              | 4:1                     | Metalist Irschawa (Am)               |
| 07.08.1992 | Schachtar-2 Donezk (III)           | 5:0                     | Druschba Ossypenko (III)             |
| 07.08.1992 | Schachtar Pawlohrad (II)           | 3:1                     | Metalurh Nikopol (II)                |
| 07.08.1992 | Ptachiwnik Welyki Haji (Am)        | 1:4                     | Hasowyk Komarno (III)                |
| 07.08.1992 | Prikarpattja Iwano-Frankiwsk (II)  | 5:1                     | Lada Czernowitz (Am)                 |
| 07.08.1992 | Polihraftechnika Oleksandrija (II) | 4:0                     | Polihraftechnika-2 Oleksandrija (Am) |
| 07.08.1992 | Nywa Winnyzja (II)                 | 3:0 n. V.               | Keramik Baraniwka (Am)               |
| 07.08.1992 | Naftowyk Ochtyrka (II)             | 3:2                     | Worskla Poltawa (II)                 |
| 07.08.1992 | Chimik Schytomyr (III)             | 2:0                     | Hart Borodjanka (Am)                 |
| 07.08.1992 | Chimik Sjewjerodonezk (II)         | 4:3 n. V.               | Dynamo Luhansk (IV)                  |
| 07.08.1992 | Ewis Mykolajiw (II)                | 2:0                     | Meliorator Kachowka (III)            |
| 07.08.1992 | Dynamo-2 Kiew (II)                 | 3:2 n. V.               | Ros Bila Zerkwa (II)                 |
| 07.08.1992 | Tschajka Sewastopol (III)          | 0:2                     | Temp Schepetiwka (II)                |
| 07.08.1992 | SK Odessa (II)                     | 3:0                     | Artanija Otschakiw (II)              |
| 15.08.1992 | Lokomotive Riwne (Am)              | 1:0                     | Dynamo-3 Kiew (Am)                   |

## 1. Runde
Den Siegern der letzten Runde wurde jeweils ein Klub aus der Wyschtscha Liha zugelost. Diese spielten zuerst auswärts.
| Datum             |                                    | Gesamt    |                             | Hinspiel | Rückspiel |
| ----------------- | ---------------------------------- | --------- | --------------------------- | -------- | --------- |
| 02.09./07.10.1992 | Jawir Krasnopillja (III)           | 1:5       | Kremin Krementschuk (I)     | 0:3      | 1:2       |
| 02.09./07.10.1992 | Schachtar-2 Donezk (III)           | 2:5       | Metalurh Saporischschja (I) | 0:0      | 2:5       |
| 02.09./07.10.1992 | Prikarpattja Iwano-Frankiwsk (II)  | -:-       | Krywbas Krywyj Rih (I) 1    | -:-      | -:-       |
| 02.09./07.10.1992 | Polihraftechnika Oleksandrija (II) | 1:7       | Metalist Charkiw (I)        | 1:2      | 0:5       |
| 02.09./07.10.1992 | Naftowyk Ochtyrka (II)             | 1:2       | Torpedo Saporischschja (I)  | 1:0      | 0:2       |
| 02.09./07.10.1992 | Lokomotive Riwne (Am)              | 1:2       | Nywa Ternopil (I)           | 0:0      | 1:2       |
| 02.09./07.10.1992 | Chimik Schytomyr (III)             | 2:4       | Wolyn Luzk (I)              | 1:1      | 1:3       |
| 02.09./07.10.1992 | Chimik Sjewjerodonezk (II)         | 5:4       | Schachtar Donezk (I)        | 4:3      | 1:1       |
| 02.09./07.10.1992 | Ewis Mykolajiw (II)                | 1:3       | Karpaty Lwiw (I)            | 1:0      | 0:3       |
| 02.09./07.10.1992 | Dynamo-2 Kiew (II)                 | (a)3:3(a) | FK Weres Riwne (I)          | 2:2      | 1:1       |
| 07.10./21.10.1992 | Temp Schepetiwka (II)              | (a)5:5(a) | FSK Bukowina Czernowitz (I) | 2:1      | 3:4       |
| 07.10./21.10.1992 | Schachtar Pawlohrad (II)           | 1:4       | Tawrija Simferopol (I)      | 1:1      | 0:3       |
| 07.10./21.10.1992 | Nywa Winnyzja (II)                 | 2:3       | Sorja-MALS Luhansk (I)      | 2:1      | 0:2       |
| 07.10./21.10.1992 | Hasowyk Komarno (III) 1            | 2:3       | Dnipro Dnipropetrowsk (I)   | 2:3      | -:-       |
| 07.10./21.10.1992 | SK Odessa (II)                     | (a)3:3(a) | Tschornomorez Odessa (I)    | 0:1      | 3:2       |
| 07.10./11.11.1992 | Sokil-LORTA Lwiw (Am)              | 00:10     | Dynamo Kiew (I)             | 0:7      | 0:3       |

## Achtelfinale
| Datum             |                                   | Gesamt    |                             | Hinspiel | Rückspiel |
| ----------------- | --------------------------------- | --------- | --------------------------- | -------- | --------- |
| 25.11./29.11.1992 | Sorja-MALS Luhansk (I)            | 3:5       | Wolyn Luzk (I)              | 3:0      | 0:5       |
| 25.11./29.11.1992 | Torpedo Saporischschja (I)        | 4:3       | FK Weres Riwne (I)          | 3:1      | 1:2       |
| 25.11./29.11.1992 | Tawrija Simferopol (I)            | 1:4       | Metalurh Saporischschja (I) | 1:1      | 0:3       |
| 25.11./29.11.1992 | Prikarpattja Iwano-Frankiwsk (II) | 1:6       | Dynamo Kiew (I)             | 0:2      | 1:4       |
| 25.11./29.11.1992 | Nywa Ternopil (I)                 | 3:2       | Dnipro Dnipropetrowsk (I)   | 3:0      | 0:2       |
| 25.11./29.11.1992 | Metalist Charkiw (I)              | 1:0       | Temp Schepetiwka (II)       | 1:0      | 0:0       |
| 25.11./29.11.1992 | Kremin Krementschuk (I)           | (a)2:2(a) | Chimik Sjewjerodonezk (II)  | 2:1      | 0:1       |
| 25.11./29.11.1992 | SK Odessa (II)                    | 2:3       | Karpaty Lwiw (I)            | 0:0      | 2:3       |

## Viertelfinale
| Datum             |                             | Gesamt    |                            | Hinspiel | Rückspiel |
| ----------------- | --------------------------- | --------- | -------------------------- | -------- | --------- |
| 23.03./10.04.1993 | Chimik Sjewjerodonezk (II)  | 0:1       | Torpedo Saporischschja (I) | 0:0      | 0:1       |
| 24.03./07.04.1993 | Metalurh Saporischschja (I) | 1:3       | Karpaty Lwiw (I)           | 0:1      | 1:2       |
| 24.03./07.04.1993 | Metalist Charkiw (I)        | (a)2:2(a) | Nywa Ternopil (I)          | 1:0      | 1:2       |
| 24.03./07.04.1993 | Dynamo Kiew (I)             | 7:3       | Wolyn Luzk (I)             | 5:1      | 2:2       |

## Halbfinale
| Datum             |                            | Gesamt |                  | Hinspiel | Rückspiel |
| ----------------- | -------------------------- | ------ | ---------------- | -------- | --------- |
| 20.04./11.05.1993 | Torpedo Saporischschja (I) | 1:3    | Karpaty Lwiw (I) | 0:1      | 1:2       |
| 20.04./11.05.1993 | Metalist Charkiw (I)       | 1:4    | Dynamo Kiew (I)  | 1:1      | 0:3       |

## Finale
| Paarung        | Dynamo Kiew – Karpaty Lwiw |
| Ergebnis       | 2:1 (1:0) |
| Datum          | 30. Mai 1993 |
| Stadion        | Nationalstadion, Kiew |
| Zuschauer      | 47.000 |
| Schiedsrichter | Wolodymyr Pjanych |
| Tore           | 1:0 Wiktor Leonenko (23.) 2:0 Dmitro Toptschyjew (64.) 2:1 Ihor Plotko (89. Foulelfmeter) |
| Dynamo Kiew    | Ihor Kutepow – Oleh Luschnyj , Witalij Ponomarenko, Wjatscheslaw Chruslow (85. Wolodymyr Scharan), Serhij Schmatowalenko – Serhij Rebrow (40. Serhij Kowalez), Andrij Annenkow, Jurij Hrizyna (64. Pawlo Schkapenko), Dmitro Toptschyjew – Wiktor Leonenko, Anatolij Bessmertnyj. Cheftrainer: Mychajlo Fomenko |
| Karpaty Lwiw   | Bohdan Stronzizkyj – Serhij Romanyschyn, Oleksandr Tschyschewskyj, Andrij Hussin, Juri Mokrizkyj – Anatolyj Petryk, Wassyl Kardasch, Wassyl Leskiw, Jurij Schuljatyzkyj (46. Mykola Kalischtschuk) – Ihor Plotko, Mychajlo Stelmach. Cheftrainer: Miron Markewitsch                                             |
| Gelbe Karten   | keine – Juri Mokrizkyj |